# Molophilus (Eumolophilus) angustior
Molophilus (Eumolophilus) angustior is een tweevleugelige uit de familie steltmuggen (Limoniidae). De soort komt voor in het Neotropisch gebied.